# 组 (地质学)

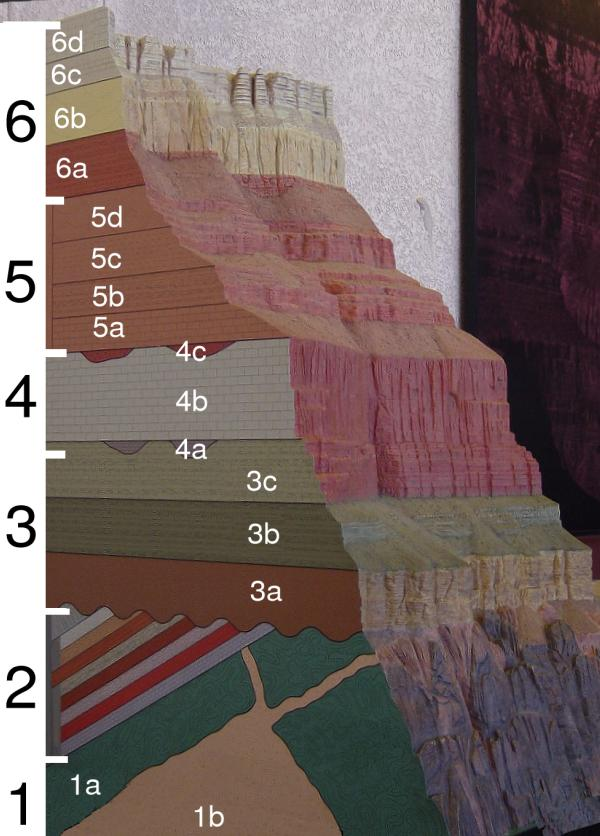
科罗拉多大峡谷的岩石地层划分示意。黑色数字表示群，白色数字表示组。

组是岩石地层单位中的基本单位。
组是岩性相对一致以及有一定结构类型的地层。对组内的岩性变化程度并无统一的标准，可以由岩性单一的岩层或岩性相近、成因相关的岩层组成，也可由两种岩性的互层或夹层岩层组成，又或者是可与相邻简单岩性相区别的岩性复杂的岩层。组可以划分为段（member）或层（bed），不分段的组有一致的结构类型，分段的组则可由多种结构类型组成。
组的厚度与分布也有一定的范围限制，使之可以在区域地质图中表达。